# Емековське сільське поселення
Еме́ковське сільське поселення (рос. Эмековское сельское поселение) — муніципальне утворення у складі Волзького району Марій Ел, Росія. Адміністративний центр — село Емеково.

## Історія
Станом на 2002 рік існувала Емековська сільська рада (села Алексієвське, Емеково, Моркіяли, присілки Ашланка, Болотна, Єлагіно, Мікушкіно, Челикіно, селище Яльчик, хутори Воскресенський, Краснознаменський). Пізніше присілки Ашланка, Мікушкіно та хутір Воскресенський були передані до складу Великопаратського сільського поселення.

## Населення
Населення — 1838 осіб (2019, 1943 у 2010, 1978 у 2002).

## Склад
До складу поселення входять такі населені пункти:
| Населений пункт          | Населення, осіб (2002) | Населення, осіб (2010) |
| ------------------------ | ---------------------- | ---------------------- |
| Алексієвське, село       | 49                     | 46                     |
| Болотна, присілок        | 131                    | 120                    |
| Емеково, село            | 1479                   | 1504                   |
| Єлагіно, присілок        | 34                     | 48                     |
| Краснознаменський, хутір | 7                      | 2                      |
| Моркіяли, село           | 193                    | 178                    |
| Челикіно, присілок       | 60                     | 40                     |
| Яльчик, селище           | 25                     | 5                      |